# AVG Technologies
AVG Technologies — чешский разработчик антивирусного программного обеспечения.
Компания была создана в 1991 году чешскими программистами Яном Грицбахом (чеш. Jan Gritzbach) и Томашем Хофером (чеш. Tomáš Hofer). Изначально компания называлась Grisoft. В 2001 году создатели продали её компании Benson Oak Capital Acquisitions. В 2005 году 65 % акций Grisoft были за 52 миллиона $ проданы компании Intel. В апреле 2006 года Grisoft приобрела немецкого разработчика анти-шпионского ПО ewido Networks. В ноябре того же года Microsoft объявил о том, что антивирусное ПО Grisoft будет доступно для загрузки из Центра обеспечения безопасности в Windows Vista. В декабре 2007 года Grisoft приобрела разработчика антивирусного ПО Exploit Prevention Labs. В феврале 2008 года компания в рамках ребрендинга получила своё нынешнее название: AVG Technologies.
Седьмого июля 2016 года чешская компания AVAST Software объявила о намерении купить AVG Technologies за $1,3 млрд для усиления своих позиций на рынке интернета вещей и расширить свою пользовательскую базу.

## Программное обеспечение
Основными продуктами компании является антивирусное программное обеспечение для домашнего и корпоративного использования. С 2011 года, благодаря приобретению TuneUp Software GmbH, линейка программных продуктов дополнилась TuneUp Utilities, популярным набором утилит для настройки и оптимизации операционной системы Windows.

### Домашние антивирусы
- AVG AntiVirus Free
- AVG Internet Security
- AVG LinkScanner Free Edition — для PC и Apple Mac
- AVG Premium Security

### Корпоративные антивирусы
- AVG Anti-Virus Business Edition
- AVG Internet Security Business Edition
- AVG File Server Edition
- AVG E-mail Server Edition
- AVG Linux Server Edition

### Мобильные антивирусы
- AVG Antivirus Free (Android)
- AVG Antivirus Pro (Android)

### Системные утилиты
- TuneUp Utilities (Windows)

## Сбор данных
Начиная с 15 октября 2015 года компания AVG увеличивает объём собираемых на компьютере данных. Компании AVG Technologies может отсылаться информация об используемых приложениях, о хакерских программах, имена подозрительных файлов, история поиска и посещений сайтов в интернете. Со слов сотрудника компании используются только не личные данные. Пользователи могут совершить ряд действий, чтобы отказаться от части подобной функциональности.